# Brent Bookwalter
Brent Bookwalter (Albuquerque, Új-Mexikó, 1984. február 16. –) amerikai profi kerékpáros. 2021-ben visszavonult a versenyzéstől.

## Eredményei
2005
2., Amerikai országúti bajnokság - U23-as  időfutam-bajnokság
3., összetettben - Tour of Shenandoah
2006
1., Amerikai országúti bajnokság - U23-as időfutam-bajnokság 
1., összetettben - Tour of Shenandoah
1., 6. szakasz
2., Amerikai országúti bajnokság - U23-as mezőnyverseny
2008
7. - Tour de Leelanau
2009
1., Prológ - Tour of Utah
2., összetettben - Tour of Elk Grove
4., Amerikai országúti bajnokság - Mezőnyverseny
2011
4., Amerikai országúti bajnokság - Időfutam-bajnokság
9., Amerikai országúti bajnokság - Mezőnyverseny

## Grand Tour eredményei
| Grand Tour | 2010 | 2011 | 2012 |
| ---------- | ---- | ---- | ---- |
| Giro       | 95.  | -    |      |
| Tour       | 147. | 114. |      |
| Vuelta     | -    | -    |      |